# Trompeterallee 16 (Mönchengladbach)

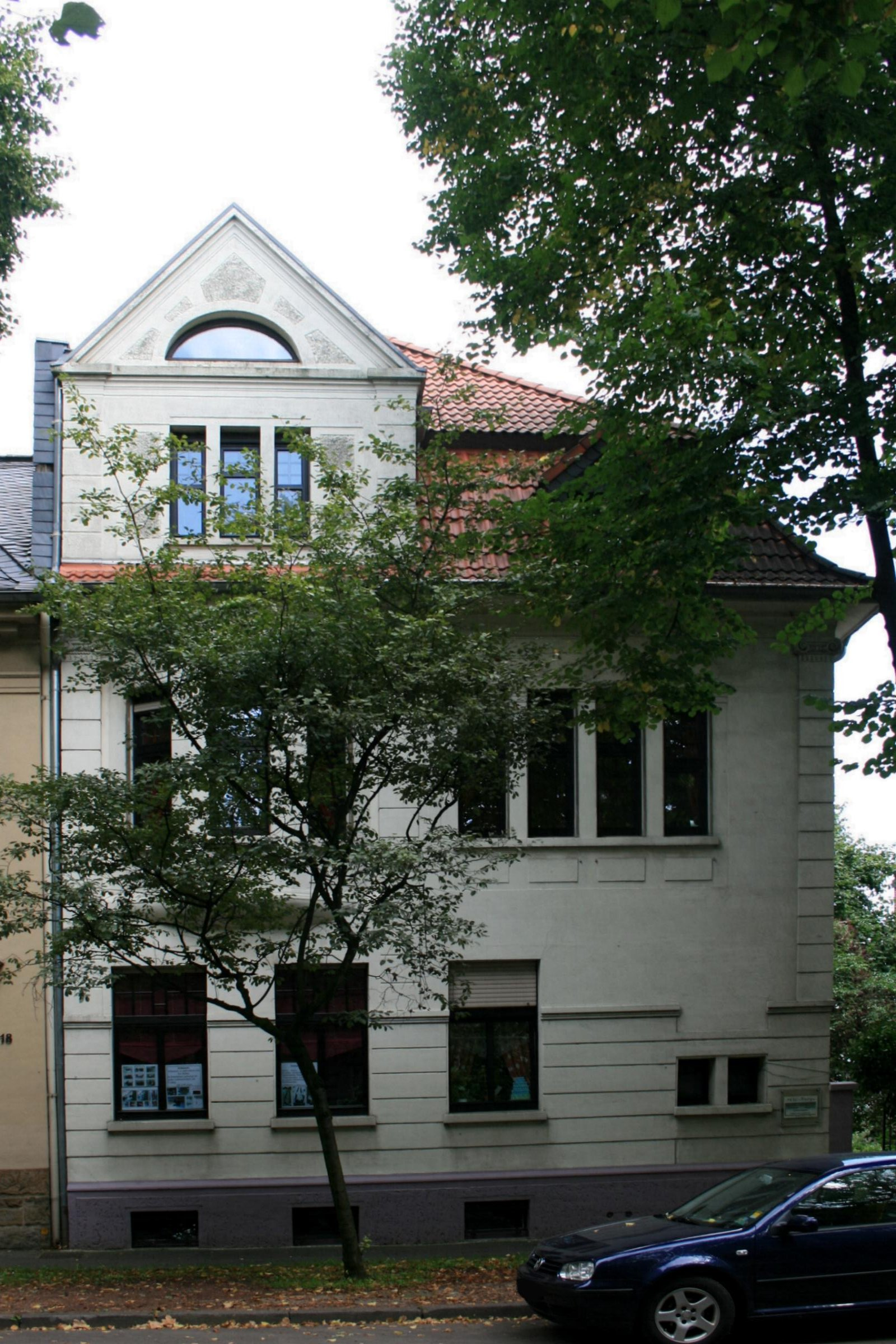
Wohnhaus (2010)

Das Wohnhaus Trompeterallee 16 steht im Stadtteil Wickrath in Mönchengladbach (Nordrhein-Westfalen).
Das Gebäude wurde 1908 erbaut und unter Nr. T 014 am 24. Juni 1992 in die Denkmalliste der Stadt Mönchengladbach eingetragen.

## Lage
Das Haus liegt in der Trompeterallee, die im Zuge der barocken Umgestaltung des Schlosses Wickrath (1746–1772) als Verbindungsstraße zum Wickrather Busch angelegt wurde und heute die Poststraße mit der Hochstadenstraße verbindet. 

## Architektur
Bei dem Objekt handelt es sich um ein traufständiges, zweigeschossiges und unregelmäßig vielachsiges Backsteinhaus mit Putzfassaden unter Mansardwalmdach mit Zwerchhaus aus dem Jahre 1908. Das Gebäude ist aus städtebaulichen und architektonischen Gründen als Denkmal schützenswert.